# Brugven
Het Brugven is een natuurgebied ten zuiden van Valkenswaard, dat in eigendom is van de gemeente Valkenswaard.
Het betreft een ven, met daaromheen kleine percelen naaldbos, afgewisseld met open veldjes. Het bevindt zich direct ten westen van de vallei van de Tongelreep. Ten westen van het Brugven werd eertijds de Spoorlijn Hasselt - Eindhoven aangelegd, waarop in 1973 de laatste trein reed, en waarvan de rails werden opgebroken. Het tracé is nog goed in het landschap te herkennen.
Het ven wordt gevoed door kwelwater. In de oeverzone van het ven komen soorten voor als heikikker, levendbarende hagedis en bruine winterjuffer. Getracht wordt om de oeverzone vrij van houtopslag te houden.
In 1967 zijn hier opgravingen verricht, waarbij resten van bewoning uit het Mesolithicum werden aangetroffen.
Het gebied is vrij toegankelijk en aangesloten op het wandelroutenetwerk. Ten oosten ervan vindt men de vallei van de Tongelreep en het Leenderbos. Op ongeveer 1 km ten zuidwesten van het gebied begint de Malpie, een ander natuurgebied.